# Kličaŭ
Kličaŭ (bělorusky Клічаў, rusky Кличев – Kličev) je město v Mohylevské oblasti v Bělorusku. K roku 2017 v něm žilo přes sedm tisíc obyvatel.

## Poloha
Kličaŭ leží na Olse, pravém přítoku Bereziny v povodí Dněpru. Od Mohyleva, správního střediska oblasti, je vzdáleno přibližně devadesát kilometrů jihozápadně.

## Dějiny
První zmínka o Kličaŭ je z roku 1592. Městem je obec od roku 2000.